# Eru Potaka-Dewes
Eru Potaka-Dewes (n. 1939- d. 7 august 2009) a fost un actor, cel mai notabil pentru rolul regelui Ariki-mau din filmul Rapa Nui.